# Friedrich Karl Klausing
Friedrich Karl Klausing, född 24 maj 1920 i München, död 8 augusti 1944 i Berlin, var en tysk militär, kapten. 
Klausing deltog i fälttågen mot Polen 1939 och Frankrike 1940. Han stred även i Ryssland, där han i Stalingrad blev allvarligt sårad 1943. Han skickades hem till Tyskland och placerades på tyska arméns överkommando, Oberkommando der Wehrmacht. Klausing tog aktiv del i 20 juli-attentatet mot Adolf Hitler som Stauffenbergs adjutant. Han arresterades dagen därpå och ställdes 8 augusti 1944 inför Folkdomstolen. Han dömdes till döden och hängdes samma dag i Plötzenseefängelset i Berlin.

### Webbkällor
- ”Friedrich Karl Klausing” (på tyska). Gedenkstätte Deutscher Widerstand. Arkiverad från originalet den 12 juni 2014. https://www.webcitation.org/6QHhYnkMe?url=http://www.gdw-berlin.de/nc/de/vertiefung/biographien/biografie/view-bio/klausing/. Läst 12 juni 2014.